# ميدالية روبير شومان (مؤسسة ألفريد تويبفر)
جائزة روبرت شومان للوحدة الأوروبية كانت جائزة تمنح سنويًا من مؤسسة ألفريد تويبفر، في ذكرى رئيس الوزراء الفرنسي السابق، روبرت شومان . تم إيقاف الجائزة، التي مُنحت لأول مرة في عام 1966، في عام 2000.
مُنحت ميدالية روبرت شومان الفضية للوحدة الأوروبية في حفل جائزة روبرت شومان. تم منحها كل عام للشباب الذين تتراوح أعمارهم بين 18 و 35 عامًا والذين تميزوا بشكل خاص من خلال الجهود المبذولة نحو الانسجام الأوروبي.